# Casa de Cultură din Bușteni
Casa de Cultură din Bușteni este un monument istoric aflat pe teritoriul orașului Bușteni.